# Bersa Thunder 9
La Thunder 9 es una pistola semiautomática, producida por la empresa armera argentina Bersa S.A. en la fábrica de Ramos Mejía. También es comercializada en Estados Unidos bajo el nombre de Firestorm.

## Diseño

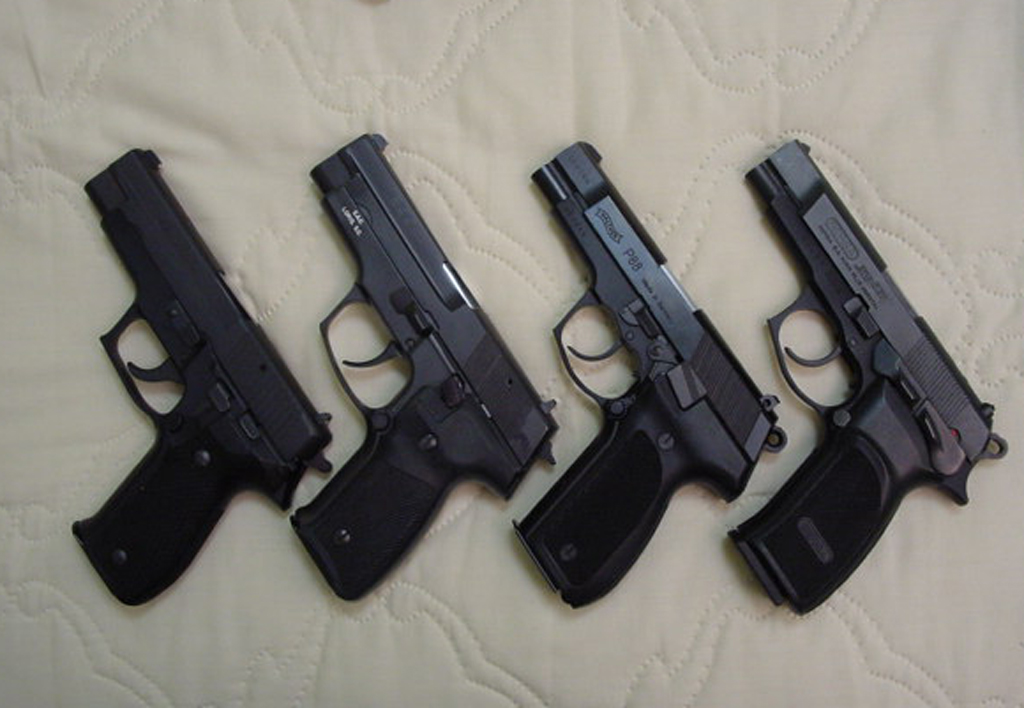
Diferencias entre las pistolas SIG Sauer P226, TZ-99 (CZ-99), Walther P88, y Bersa Thunder 9

La Thunder 9 tiene poco en común con las otras pistolas de la línea de productos Bersa. Mientras que las Thunder más pequeñas son pistolas accionadas por retroceso similares a la Walther PPK, la Thunder 9 es una pistola de tamaño completo accionada por retroceso corto para poder manejar la mayor presión producida por el cartucho 9 x 19 Parabellum. Tiene cierto parecido con la Walther P88 aunque con mecanismos pensados para incrementar la confiabilidad en uso policial.
La corredera y el cañón son de acero de alta resistencia, el armazón es de aleación de aluminio 7075. Los acabados disponibles son pavonado negro mate, niquelado y dos tonos, con una corredera de acero inoxidable y un armazón color negro satinado. El gatillo funciona como uno de doble acción solamente para el primer disparo, efectuando los siguientes en acción simple. El cargador es bi-hilera y la corredera queda abierta tras disparar el último cartucho. El botón del retén del cargador puede cambiarse de posición para los tiradores zurdos, además de tener un indicador de "cartucho en la recámara". Es una de las pistolas semiautomáticas más sencillas de desarmar a la hora de ser limpiada. 
La pistola tiene sus comandos de seguros a ambos lados del arma por lo que es 100% ambidiestra, un desconector activado por la palanca del seguro, alza y punto de mira resaltados, guardamonte de combate, un riel para montar accesorios en el armazón (añadido después del 2000) y bloqueo del percutor; la pistola no disparará hasta que el gatillo sea completamente apretado, evitando así disparos accidentales.

## Variantes
A partir de la Thunder 9 original, fueron introducidas otras versiones más tarde como la Thunder 9 PRO, versión evolucionada de la anterior con estriado poligonal en el cañón, riel Picatinny para accesorios tácticos y otras mejoras técnicas surgidas de la experiencia con la ya descontinuada Thunder 9 como arma de dotación en numerosas fuerzas de seguridad. 

### Calibre
El número que sigue al nombre "Thunder" indica el cartucho empleado. Estas pistolas son llamadas Thunder 9, Thunder 40 y Thunder 45, que emplean cartuchos 9 x 19 Parabellum, .40 S&W y .45 ACP respectivamente. La Thunder Ultra Compact 9 y Thunder Ultra Compact 40 pueden emplear cartuchos con carga propulsora aumentada (+P).

### Versiones compactas
Las versiones Compact de la Bersa Thunder de tamaño completo fueron introducidas a finales de la década de 1990. Su nombre inicial era "Mini Thunder", pero fue cambiado posteriormente a "Thunder Ultra Compact". Están disponibles en calibre 9 x 19 Parabellum, .40 S&W y .45 ACP respectivamente. La versión calibre .45 no está disponible en tamaño completo. La longitud del cañón de estos modelos fue reducida a 89 mm (92 mm para la Thunder Ultra Compact 45).
La Thunder Ultra Compact tiene una llave que acciona un seguro integral situado en el lado izquierdo del armazón, bajo la palanca de desarmado. Al activarse el seguro, el martillo no puede accionarse, el gatillo no funcionará en doble acción, la corredera no se moverá y la pistola no podrá desarmarse. Cada pistola tiene una llave individual.

### TPR9
Uno de los modelos más nuevos, incluye en el armazón detalles para optimizar su uso, como el segrinado en ambos laterales, el cual brinda apoyo al pulgar de la mano inhábil, además de una corredera hexagonal. También posee un indicador de cartucho en recámara, el cual advierte en forma visual o táctil sobre la condición del arma, y permite la instalación de accesorios estándar como linternas y láseres, así como el fácil reemplazo del alza y guion.

## Competencias de tiro
Las pistolas Bersa Thunder de tamaño completo han ganado varias competiciones IPSC, teniendo siempre un muy buen desempeño tanto con el Team Bersa oficial como en manos de tiradores particulares.

## Galería de imágenes
|                                         |
| Pistola Bersa Thunder Ultra Compact 40. |

|                                                                            |
| Un tirador IPSC del Team Bersa, con una Thunder 9 durante una competición. |

## Usuarios
- Argentina[2]
  - Policía Federal Argentina
  - Policía de la Ciudad
  - Policía de la Provincia de Buenos Aires
  - Servicio Penitenciario de la Provincia de Buenos Aires
  - Policía de la Provincia de Santa Fe
  - Policía de la Provincia de Córdoba
  - Policía de San Luis
  - Policía de Neuquén
  - Policía de La Rioja
  - Policía del Chaco
  - Policía de Corrientes
  - Policía de Santiago del Estero
  - Policía de Salta
  - Policía de Formosa
  - Servicio Penitenciario Federal
- Bangladés[3]
  - Ejército de Bangladés
- República Dominicana
  - Policía Nacional de la República Dominicana
- Nicaragua
  - Policía Nacional de Nicaragua